# Éphore (archéologie)
Pour les articles homonymes, voir Éphore.
Un éphore est, en Grèce, une personne qui dirige une éphorie archéologique, district correspondant généralement aux districts régionaux.
Les éphores relèvent du ministère grec de la Culture, où existent une Direction générale des Antiquités ainsi qu'une Direction générale de la restauration, des musées et travaux techniques. À la fin du XXe siècle, le pays comportait 25 éphories des antiquités préhistoriques et classiques, 14 éphories des antiquités byzantines et 8 éphories des monuments modernes.